# 5508 Gomyou
5508 Gomyou eller 1988 EB är en asteroid i huvudbältet som upptäcktes den 9 mars 1988 av Nihondaira-observatoriet i Japan. Den är uppkallad Gomyou.
Asteroiden har en diameter på ungefär 15 kilometer.